# Urvalssortering

Animation av urvalssortering.

Urvalssortering är en av de enklare sorteringsalgoritmer som finns tillgängliga inom datalogi.
Algoritmen kan beskrivas med ett exempel. En lista med N tal skall sorteras,
1. Sök igenom listan efter minsta elementet. (N - 1 jämförelser)
2. Byt elementet mot elementet på den första positionen
3. Sök efter näst minsta talet. (N - 2 jämförelser)
4. Byt elementet mot elementet på den andra positionen
5. och så vidare

Totalt krävs {\displaystyle N(N-1)/2} jämförelser och {\displaystyle N-1} byten, oberoende av hur osorterad listan är från början. Algoritmens komplexitet blir {\displaystyle O(N^{2})}.